# Soledad Arribas González
María Soledad Arribas González (Valladolid, 14 de abril de 1933) es una archivera española que fue directora del Archivo de la Real Chancillería de Valladolid.

## Trayectoria
Proveniente de una familia de archiveros, ya que sus padres fueron los archiveros Filemón Arribas Arranz y Socorro González de Madrid. Se licenció en 1955 en Filosofía y Letras en la sección de Historia por la Universidad de Valladolid.
En 1957, ingresó en el Cuerpo Auxiliar de Archivos, Bibliotecas y Museos, y comenzó a trabajar en las Bibliotecas Populares de Valladolid. El 30 de abril de 1958, ingresó en el Cuerpo Facultativos de Archiveros, Bibliotecarios y Arqueólogos y fue destinada en el Archivo de la Delegación de Hacienda y en la Biblioteca de la Facultad de Veterinaria de León en 1959. 

## Obra
- 1971 – Los fondos del Archivo de la Real Chancillería de Valladolid. [2]
- 1978 – Sección de Planos y Dibujos. Archivo de la Real Chancillería de Valladolid.[3]
- 1998 – Guía del Archivo de la Real Chancilleria de Valladolid. Universidad de Valladolid. ISBN 9788477628378.

## Reconocimientos
En 2020, Arribas fue incluida dentro del proyecto “Mujeres Investigadoras en los Archivos Estatales (1900-1970)” para la descripción archivística y creación de un micrositio específico en el Portal de Archivos Españoles (PARES), desarrollado entre 2020-2023. Este proyecto ha sido impulsado por la Subdirección General de Archivos Estatales, con el objetivo visibilizar la labor de investigación realizada en España por las mujeres en el intervalo 1900-1970 partiendo de los registros documentales que se conservan en los Archivos de Gestión de los AAEE del Ministerio de Cultura (el Archivo Histórico Nacional, el Archivo de la Corona de Aragón, el Archivo General de Simancas, el Archivo General de Indias, el Archivo de la Real Chancillería de Valladolid, el Archivo General de la Administración y el Centro de Información Documental de Archivos).